# Rajd Monte Carlo 2009

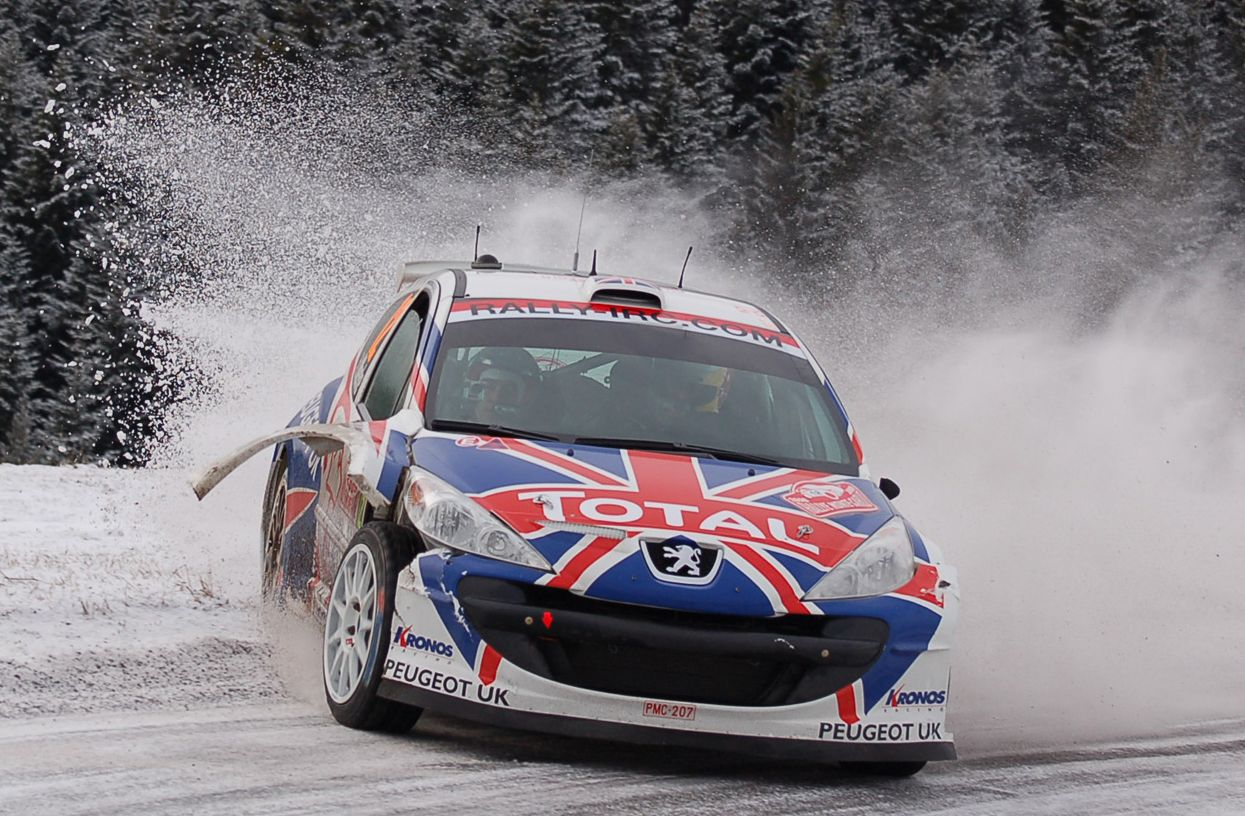
Kris Meeke podczas 77ème Rallye Automobile de Monte-Carlo

Rezultaty Rajdu Monte Carlo (77ème Rallye Automobile de Monte-Carlo), eliminacji Intercontinental Rally Challenge w 2009 roku, który odbył się w dniach 21 stycznia - 24 stycznia. Była to pierwsza runda IRC w tamtym roku oraz pierwsza asfaltowa. Bazą rajdu było miasto Monte Carlo. Zwycięzcami rajdu została francuska załoga Sébastien Ogier i Julien Ingrassia jadąca Peugeotem 207 S2000. Wyprzedzili oni Belgów Freddy'ego Loixa i Isidoora Smetsa oraz rodaków Stéphane'a Sarrazina i Jacques'a-Juliena Renucciego. Obie załogi także jechały Peugeotem 207 S2000.
Z rajdu odpadło łącznie 29 zawodników. Francuz Nicolas Vouilloz (Peugeot 207 S2000) miał wypadek na 7. oesie. Z powodu wypadków rajdu nie ukończyli też między innymi: Fin Juho Hänninen (Škoda Fabia S2000, 10. oes), Włoch Luca Rossetti (Fiat Abarth Grande Punto S2000, 1. oes) i Brytyjczyk Kris Meeke (Peugeot 207 S2000, 10. oes). Z rajdu odpadł również Francuz Didier Auriol (Peugeot 207 S2000), który uszkodził koło na 1. oesie. Z kolei Fin Toni Gardemeister (Fiat Abarth Grande Punto S2000) wycofał się z rajdu na 12. oesie. Fin Anton Alén (Fiat Abarth Grande Punto S2000) miał awarię sprzęgła na 14. oesie. Rajdu nie ukończyli także trzej kierowcy Mitsubishi Lancera: Francuz Richard Frau (7. oes), Włoch Alessandro Proh (4. oes) i Austriak Franz Wittmann Jr. (11. oes).

## Klasyfikacja ostateczna
| Miejsce                   | Zawodnik                  | Pilot                     | Samochód                       | Czas                      | Strata                    | Punkty                    |
| IRC (pierwsza dziesiątka) | IRC (pierwsza dziesiątka) | IRC (pierwsza dziesiątka) | IRC (pierwsza dziesiątka)      | IRC (pierwsza dziesiątka) | IRC (pierwsza dziesiątka) | IRC (pierwsza dziesiątka) |
| ------------------------- | ------------------------- | ------------------------- | ------------------------------ | ------------------------- | ------------------------- | ------------------------- |
| 1.                        | Sébastien Ogier           | Julien Ingrassia          | Peugeot 207 S2000              | 4:40:45.7                 |                           | 10                        |
| 2.                        | Freddy Loix               | Isidoor Smets             | Peugeot 207 S2000              | 4:42:29.3                 | +1:43.6                   | 8                         |
| 3.                        | Stéphane Sarrazin         | Jacques-Julien Renucci    | Peugeot 207 S2000              | 4:43:07.3                 | +2:21.6                   | 6                         |
| 4.                        | Jan Kopecký               | Petr Starý                | Škoda Fabia S2000              | 4:44:03.0                 | +3:17.3                   | 5                         |
| 5.                        | Giandomenico Basso        | Mitia Dotta               | Fiat Abarth Grande Punto S2000 | 4:45:13.7                 | +4:28.0                   | 4                         |
| 6.                        | Frédéric Romeyer          | Thomas Fournel            | Mitsubishi Lancer Evo IX       | 5:01:16.0                 | +20.30.3                  | 3                         |
| 7.                        | Olivier Burri             | Fabrice Gordon            | Fiat Abarth Grande Punto S2000 | 5:02:08.7                 | +21:23.0                  | 2                         |
| 8.                        | Luca Betti                | Alessandro Mattioda       | Renault Clio R3                | 5:04:50.5                 | +24:04.8                  |                           |
| 9.                        | Patrick Artru             | Patrice Virieux           | Mitsubishi Lancer Evo IX       | 5:06:36.4                 | +25:50.7                  | 1                         |
| 10.                       | Damien Daumas             | Christophe Jaussaud       | Renault Clio R3                | 5:08:45.5                 | +27:59.8                  |                           |

## Zwycięzcy odcinków specjalnych
| Dzień      | Odcinek | G. rozp. | Nazwa                                        | Długość  | Zwycięzca          | Czas    | Lider rajdu      |
| ---------- | ------- | -------- | -------------------------------------------- | -------- | ------------------ | ------- | ---------------- |
| 1 (21 STY) | SS1     | 08:45    | Tourette du Château - St. Antonin            | 24.77 km | Nicolas Vouilloz   | 22:22.9 | Nicolas Vouilloz |
| 1 (21 STY) | SS2     | 13:12    | La Motte Chalancon - St. Nazaire Le Désert   | 23.27 km | Stéphane Sarrazin  | 14:28.2 | Juho Hänninen    |
| 1 (21 STY) | SS3     | 16:05    | St. Jean en Royans - Col de Gaudissart       | 30.39 km | Kris Meeke         | 18:56.6 | Juho Hänninen    |
| 2 (22 STY) | SS4     | 09:58    | Labatie D'Andaure - St. Pierre sur Doux 1    | 25.30 km | Juho Hänninen      | 18:21.5 | Juho Hänninen    |
| 2 (22 STY) | SS5     | 10:38    | St. Bonnet - St. Julien - St. Bonnet 1       | 25.67 km | Juho Hänninen      | 17:01.3 | Juho Hänninen    |
| 2 (22 STY) | SS6     | 12:03    | Lamastre - Gilhoc sur Ormèze - Alboussiere 1 | 21.92 km | Jan Kopecký        | 15:11.0 | Juho Hänninen    |
| 2 (22 STY) | SS7     | 15:11    | Labatie D'Andaure - St. Pierre sur Doux 2    | 25.30 km | Stéphane Sarrazin  | 16:19.6 | Juho Hänninen    |
| 2 (22 STY) | SS8     | 15:51    | St. Bonnet - St. Julien - St. Bonnet 2       | 25.67 km | Juho Hänninen      | 14:31.2 | Juho Hänninen    |
| 2 (22 STY) | SS9     | 17:16    | Lamastre - Gilhoc sur Ormèze - Alboussiere 2 | 21.92 km | Stéphane Sarrazin  | 15:51.1 | Sébastien Ogier  |
| 3 (23 STY) | SS10    | 09:23    | Montauban sur L'Ouvèze - Eygalayes           | 30.42 km | Sébastien Ogier    | 28:00.4 | Sébastien Ogier  |
| 3 (23 STY) | SS11    | 19:40    | Col de Braus - La Bollène-Vésubie 1          | 34.68 km | Freddy Loix        | 30:38.1 | Sébastien Ogier  |
| 3 (23 STY) | SS12    | 20:33    | Lantosque - Lucéram 1                        | 19.30 km | Giandomenico Basso | 17:16.0 | Sébastien Ogier  |
| 3 (23 STY) | SS13    | 23:15    | Col de Braus - La Bollène-Vésubie 2          | 34.68 km | Stéphane Sarrazin  | 29:51.7 | Sébastien Ogier  |
| 4 (24 STY) | SS14    | 00:08    | Lantosque - Lucéram 2                        | 19.13 km | Stéphane Sarrazin  | 16:42.6 | Sébastien Ogier  |